# روبن ليون خان
روبن ليون خان (بالإنجليزية: Reuben Leon Kahn)‏ هو عالم مناعة أمريكي، ولد في 26 يوليو 1887 في كاوناس في ليتوانيا، وتوفي في 22 يوليو 1979 في ميامي في الولايات المتحدة.

## وصلات خارجية
- روبن ليون خان على موقع الموسوعة البريطانية (الإنجليزية)